# Vinderød
Vinderød er en satellitby til Frederiksværk med 1.055 indbyggere  (2024). Vinderød er beliggende i Vinderød Sogn på Halsnæs i Nordsjælland to kilometer nord for Frederiksværk centrum og 24 kilometer nordvest for Hillerød. Byen tilhører Halsnæs Kommune og er beliggende i Region Hovedstaden.
Det grønne område Sørup Vang adskiller Frederiksværk og Vinderød. Vinderød Skole og Vinderød Kirke er beliggende i byen.